# 18 bästa
18 bästa är ett samlingsalbum från 2004 av den svenske popsångerskan Carola Häggkvist. På albumlistorna placerade sig albumet som bäst på 15:e plats i Sverige.

## Låtlista
1. "Främling"
2. "Mickey"
3. "Fångad av en stormvind"
4. "När löven faller"
5. "Mitt i ett äventyr"
6. "Tommy tycker om mej"
7. "Runaway"
8. "I Believe in Love"
9. "Brand New Heart"
10. "Light"
11. "Radiate"
12. "Kiss Goodbye"
13. "Walk a Mile in My Shoes"
14. "If I Can Dream"
15. "Modersvingen"
16. "Himlen i min famn"
17. "Jag vill alltid älska"
18. "Thula Sana"